# 山崎庸哉
山崎 庸哉（やまざき ようや / ようさい、1861年〈文久元年1月〉- 1916年〈大正5年〉2月11日）は、明治期の陸軍軍医、政治家。衆議院議員。最終階級は陸軍三等軍医正（少佐相当官）。

## 経歴
陸奥国閉伊郡津軽石村（岩手県閉伊郡津軽石村、東閉伊郡津軽石村、津軽石村を経て現宮古市津軽石）で生まれた。済生学舎で学び、陸軍軍医講習生を経て、1884年（明治17年）陸軍軍医学校を卒業した。
陸軍三等軍医（少尉相当官）に任官。日清戦争に従軍。1901年（明治34年）5月8日、陸軍一等軍医（大尉相当官）で予備役に編入された。
郷里で医院を開業した。篠民三の当選無効に伴い、1902年（明治35年）1月に実施された第6回衆議院議員総選挙岩手県第2区補欠選挙で当選し、憲政本党に所属し衆議院議員に1期在任した。
日露戦争に予備役軍医として従軍し、弘前予備陸軍病院長に就任。その後、函館警察署（現函館中央警察署）嘱託医を務めた。1916年2月、北海道空知郡滝川町（現滝川市）で死去した。